# تشابل هيل (كارولاينا الشمالية)
تشابل هيل هي مدينة في ولاية كارولاينا الشمالية في الولايات المتحدة الأمريكية. تقع إلى الشمال الغربي من عاصمة الولاية، مدينة رالي.

## التركيبة السكانية
حدّد مكتب تعداد الولايات المتحدة بيانات التركيبة السكانية لتشابل هيل في تعداد الولايات المتحدة. في ما يلي، التركيبة السكانية حسب تعدادي 2000 و2010.

### تعداد عام 2000
بلغ عدد سكان تشابل هيل 48,715 نسمة بحسب تعداد عام 2000، وبلغ عدد الأسر 17,808 أسرة وعدد العائلات 8,139 عائلة مقيمة في البلدة. في حين سجلت الكثافة السكانية 867.7 نسمة لكل كيلومتر مربع (2,247.3/ميل2). وبلغ عدد الوحدات السكنية 18,976 وحدة بمتوسط كثافة قدره 338 لكل كيلومتر مربع (875.4/ميل2).
وتوزع التركيب العرقي للبلدة بنسبة 77.95% من البيض و11.42% من الأمريكيين الأفارقة و0.42% من الأمريكيين الأصليين و7.18% من الأمريكيين ذوي الأصول الآسيوية و0.02% من سكان جزر المحيط الهادئ و1.16% من الأعراق الأخرى و1.85% من عرقين مختلطين أو أكثر و3.21% من الهسبانيون أو اللاتينيون من أي عرق.
بلغ عدد الأسر 17,808 أسرة كانت نسبة 23.4% منها لديها أطفال تحت سن الثامنة عشر تعيش معهم، وبلغت نسبة الأزواج القاطنين مع بعضهم البعض 36.2% من أصل المجموع الكلي للأسر، ونسبة 7.5% من الأسر كان لديها معيلات من الإناث دون وجود شريك، بينما كانت نسبة 1.9% من الأسر لديها معيلون من الذكور دون وجود شريكة وكانت نسبة 54.3% من غير العائلات. تألفت نسبة 31.2% من أصل جميع الأسر من عدة أفراد يعيشون في نفس المنزل ونسبة 6.6% كانت تتألف من شخص يعيش بمفرده يبلغ من العمر 65 عاماً أو أكثر. وبلغ متوسط حجم الأسرة المعيشية 2.22، أما متوسط حجم العائلات فبلغ 2.88.
بلغ العمر الوسطي للسكان 24.0 عاماً. وكانت نسبة 14.9% من القاطنين تحت سن الثامنة عشر، وكانت نسبة 19.5% بين الثامنة عشر والرابعة والعشرين عاماً، ونسبة 24% كانت واقعةً في الفئة العمرية ما بين الخامسة والعشرين والرابعة والأربعين عاماً، ونسبة 15.1% كانت ما بين الخامسة والأربعين والرابعة والستين، ونسبة 7.4% كانت ضمن فئة الخامسة والستين عاماً فما فوق. يوجد لكل 100 أنثى 86.2 ذكر، ويوجد لكل 100 أنثى في الثامنة عشر من عمرها فما فوق 82.4 ذكر.
بلغ متوسط دخل الأسرة في البلدة 39,140 دولارًا، أما متوسط دخل العائلة فبلغ 73,483 دولارًا. وكان متوسط دخل الذكور 50,258 دولارًا مقابل 32,917 دولارًا للإناث. وسجل دخل الفرد الخاص بالبلدة 24,133 دولارًا. وكانت نسبة 6.4% من العائلات ونسبة 21.6% من السكان تحت خط الفقر، وكان من هؤلاء نسبة 8.9% تحت سن الثامنة عشر ونسبة 5.6% في الخامسة والستين من العمر وما فوق.

### تعداد عام 2010
بلغ عدد سكان تشابل هيل 57,233 نسمة بحسب تعداد عام 2010، وبلغ عدد الأسر 20,564 أسرة وعدد العائلات 10,501 عائلة مقيمة في البلدة. في حين سجلت الكثافة السكانية 1,019.5 نسمة لكل كيلومتر مربع (2,640.5/ميل2). وبلغ عدد الوحدات السكنية 22,254 وحدة بمتوسط كثافة قدره 396.4 لكل كيلومتر مربع (1,026.7/ميل2).
وتوزع التركيب العرقي للبلدة بنسبة 72.76% من البيض و9.66% من الأمريكيين الأفارقة و0.31% من الأمريكيين الأصليين و11.86% من الأمريكيين ذوي الأصول الآسيوية و0.02% من سكان جزر المحيط الهادئ و2.68% من الأعراق الأخرى و2.70% من عرقين مختلطين أو أكثر و6.36% من الهسبانيون أو اللاتينيون من أي عرق.
بلغ عدد الأسر 20,564 أسرة كانت نسبة 27% منها لديها أطفال تحت سن الثامنة عشر تعيش معهم، وبلغت نسبة الأزواج القاطنين مع بعضهم البعض 40.4% من أصل المجموع الكلي للأسر، ونسبة 8.2% من الأسر كان لديها معيلات من الإناث دون وجود شريك، بينما كانت نسبة 2.5% من الأسر لديها معيلون من الذكور دون وجود شريكة وكانت نسبة 48.9% من غير العائلات. تألفت نسبة 30.6% من أصل جميع الأسر من عدة أفراد يعيشون في نفس المنزل ونسبة 7.7% كانت تتألف من شخص يعيش بمفرده يبلغ من العمر 65 عاماً أو أكثر. وبلغ متوسط حجم الأسرة المعيشية 2.35، أما متوسط حجم العائلات فبلغ 2.98.
بلغ العمر الوسطي للسكان 25.6 عاماً. وكانت نسبة 17.4% من القاطنين تحت سن الثامنة عشر، وكانت نسبة 31.5% بين الثامنة عشر والرابعة والعشرين عاماً، ونسبة 23.6% كانت واقعةً في الفئة العمرية ما بين الخامسة والعشرين والرابعة والأربعين عاماً، ونسبة 18.3% كانت ما بين الخامسة والأربعين والرابعة والستين، ونسبة 9.2% كانت ضمن فئة الخامسة والستين عاماً فما فوق. وتوزع التركيب الجنسي للسكان بنسبة 46.6% ذكور و53.4% إناث.

## توأمة
لتشابل هيل (كارولاينا الشمالية) اتفاقيات توأمة مع كل من:
- ساراتوف
- بويرتو بكويريزو مورينو

## أعلام
- بن فاونتن
- سبنسر شامبرلين
- لوريل هولومان
- جورج هتشنغز
- جرترود إليون
- أوليفر سميثيز
- بورتر روبنسون
- جاك هوغن

## وصلات خارجية
- الموقع الرسمي